# قلعة عبد الله
قلعة عبد الله، هي مستوطنة والمقر الرئيس لمقاطعة قلعة عبد الله ‏ في محافظة بلوشستان الباكستانية. يوجد بها حصن شهير (قلعة) بناه خان قلات [الإنجليزية] سردار عبد الله خان ومالك لال بيك خان نورزاي اللذان شاركا في معركة كابول عام 1841 والتي قُتل فيها العديد من الجنود البريطانيين.